# Dănuț Dobre
Dănuț Dobre (* 20. Februar 1967 in Fetești) ist ein ehemaliger rumänischer Ruderer, der 1988 Olympiazweiter im Zweier ohne Steuermann und 1992 Olympiazweiter im Achter war. Bei Weltmeisterschaften gewann er gleichfalls zweimal Silber.

## Sportliche Karriere
Dănuț Dobre siegte bei den Junioren-Weltmeisterschaften 1985 im Vierer ohne Steuermann. Seine erste Medaille in der Erwachsenenklasse gewann der 1,92 m große Dobru bei den Weltmeisterschaften 1987 in Kopenhagen, als er zusammen mit Dragoș Neagu im Zweier ohne Steuermann den zweiten Platz hinter den Briten Andrew Holmes und Steven Redgrave aber vor den für die Sowjetunion rudernden Weltmeistern von 1985 und 1986 Juri und Nikolai Pimenow belegte. Im Jahr darauf bei den Olympischen Spielen 1988 in Seoul traten die Pimenows im Vierer an. Im Zweier gewannen Dobre und Neagu den ersten Vorlauf, im zweiten Vorlauf siegten Sadik Mujkič und Bojan Prešern aus Jugoslawien und im dritten Vorlauf lagen Holmes und Redgrave vorn. Im ersten Halbfinale siegten die beiden Rumänen vor den Jugoslawen, im zweiten Halbfinale gewannen die Briten vor dem Boot aus Belgien. Im Finale lagen die Briten im Ziel 1,22 Sekunden vor den Rumänen, dahinter erkämpften die Jugoslawen die Bronzemedaille.
Dobre trat erst 1991 wieder international in Erscheinung, als er bei den Weltmeisterschaften 1991 in Wien zusammen mit Dragoș Neagu, Valentin Robu, Ioan Șnep und Steuermann Dumitru Răducanu die Silbermedaille gewann, der Titel ging an den deutschen Vierer mit Steuermann. Mit dem rumänischen Achter belegte Dobre in Wien den vierten Platz. Im Jahr darauf bei den Olympischen Spielen 1992 in Barcelona gehörten Dobre und Robu zum rumänischen Achter. Die Rumänen gewannen ihren Vorlauf vor dem Deutschland-Achter und ihr Halbfinale vor den Kanadiern. Im Finale erkämpften die Rumänen die Silbermedaille mit 0,14 Sekunden Rückstand auf das Boot aus Kanada.
Dănuț Dobre ist mit der Ruderin Anișoara Bălan verheiratet.